# Rovereto
Rovereto település Olaszországban, Trento megyében. Lakosainak száma 39 809 fő (2023. január 1.). Rovereto Ala, Folgaria, Isera, Mori, Pomarolo, Terragnolo, Trambileno, Vallarsa, Villa Lagarina, Calliano, Nogaredo és Volano községekkel határos.
Fő nevezetessége a 15. századi velencei uralom idején épült fellegvár (Castello di Rovereto más néven Castel Veneto), ma hadtörténeti múzeum.

## Népesség
A település népességének változása:
| Lakosok száma | 39 289 | 39 482 | 39 825 | 39 809 |
|               | 2015   | 2017   | 2018   | 2023   |